# Konstruierbare Menge (Topologie)
Eine konstruierbare Menge ist eine spezielle Teilmenge eines topologischen Raumes und damit ein Objekt aus der Topologie, einem Teilgebiet der Mathematik. Konstruierbare Mengen werden vor allem in der algebraischen Geometrie betrachtet.

## Definition
Sei {\displaystyle X} ein topologischer Raum. Eine Teilmenge {\displaystyle A\subseteq X} heißt konstruierbar, wenn sie eine endliche Vereinigung von lokal abgeschlossenen Teilmengen ist. Das heißt, es gibt ein {\displaystyle n\in \mathbb {N} }, offene Teilmengen {\displaystyle O_{i}\subseteq X} und abgeschlossene Teilmengen {\displaystyle A_{i}\subseteq X} mit
{\displaystyle A=\bigcup _{i=1}^{n}(O_{i}\cap A_{i})}.

## Eigenschaften
- Die konstruierbaren Mengen eines topologischen Raumes bilden eine Boolesche Algebra, das heißt, endliche Schnitte, endliche Vereinigungen und Komplemente konstruierbarer Mengen sind konstruierbar. Diese Boolesche Algebra ist gerade die von den offenen bzw. den abgeschlossenen Mengen erzeugte Boolesche Algebra.[1]
- Seien {\displaystyle X_{1},X_{2}} topologische Räume, {\displaystyle f\colon X_{1}\to X_{2}} eine stetige Abbildung. Dann sind Urbilder {\displaystyle f^{-1}(A)\subseteq X_{1}} konstruierbarer Teilmengen {\displaystyle A\subseteq X_{2}} unter {\displaystyle f} wieder konstruierbar.[2]
- Sei {\displaystyle X} ein noetherscher topologischer Raum, {\displaystyle Y\subseteq X} eine konstruierbare Teilmenge. Dann gibt es eine Teilmenge {\displaystyle Z\subseteq Y}, sodass {\displaystyle Z} eine offene dichte Teilmenge des Abschlusses {\displaystyle {\bar {Y}}} ist.[3]
- Konstruierbare Mengen sind mit Morphismen algebraischer Varietäten verträglich, das heißt: Sind {\displaystyle X,Y} algebraische Varietäten, {\displaystyle \phi \colon X\to Y} ein Morphismus algebraischer Varietäten und {\displaystyle M\subseteq X} eine konstruierbare Menge, so ist auch {\displaystyle \phi (M)} konstruierbar.[4][5]